# Timothée Jordan
Pour les articles homonymes, voir Jordan.
Timothée Jordan, né le 28 février 1865 à Chantilly et mort le 29 novembre 1939 à Mantes-la-Ville, est un joueur britannique de cricket  des années 1900, qui a joué dans le club français du Standard Athletic Club aux Jeux olympiques d'été de 1900 à Paris.

## Biographie
Timothée Jordan participe à l'unique match de cricket aux Jeux olympiques en 1900 à Paris. L'équipe française du Standard Athletic Club, est battue par l'Angleterre et remporte donc la médaille d'argent. Il dispute aussi en 1910 un tournoi à quatre à Bruxelles entre la France, l'Angleterre, les Pays-Bas et le Marylebone Cricket Club.